# Leptostylus pleurostictus
Leptostylus pleurostictus là một loài bọ cánh cứng trong họ Cerambycidae.